# Kiitrichidae
Famille
Les Kiitrichidae sont une famille de Ciliés de l’ordre des Kiitrichida (classe des Spirotrichea ).

## Étymologie
Le nom de la famille vient du genre type Kiitricha, composé du préfixe kii-, nom de l'ancienne province de Kii (Japon) où ce cilié a été décrit, et du suffixe grec θριξ  / thrix), « cheveu, poil, soie, cil », littéralement « cilié de (la province de) Kii ».

## Description
Selon Lynn les Kiitrichidae ont les caractéristiques de l’ordre des Kiitrichida à savoir : une taille moyenne (80‑200 µm). Ils ont la forme d'une petite ellipse arrondie. Ils ont des cirres fronto-ventraux, des polycinéties relativement petits, de taille uniforme, disposées selon 7 à 10 rangées recourbées le long du côté droit de leur face ventrale. Leur région orale est une large zone située sur la droite de la cellule. Leur zone adorale présente des polycinéties bordant la marge gauche du corps cellulaire et s'étendant de l'extrémité postérieure à l'extrémité antérieure. Leur zone parorale borde presque toute la longueur de la marge droite de la région orale. Leur macronoyau est ovoïde. Au moins un micronoyau est présent, mais ils n’ont pas de vacuole contractile. Le cytoprocte n’a pas été observé. Ils se nourrissent de protistes plus petits.

## Habitat
Les Kiitrichidae vivent en milieu marin.

## Liste des genres
Selon World Register of Marine Species (20 octobre 2024) :
- Caryotricha Kahl, 1932
- Kiitricha Nozawa, 1941 genre type
  - Espèce type :  Kiitricha marina Nozawa, 1941

Selon GBIF (15 octobre 2024) et Lynn (2010):
- Caryotricha Kahl, 1932
- Kiitricha Nozawa, 1941 genre type
- Musajevella Alekperov, 1984

## Systématique
Le nom valide de ce taxon est Kiitrichidae Nozawa, 1941.

## Publication originale
(en) Kanefumi Nozawa, « A new primitive Hypotricous Ciliate », Annotationes zoologicae Japonenses, vol. 20,‎ 1941, p. 24-26 (ISSN 0003-5092, lire en ligne, consulté le 24 octobre 2024)